# Renault
 For alternative betydninger, se Renault (flertydig). (Se også artikler, som begynder med Renault)
Renault S.A. (Euronext: RNO

) er en fransk bilproducent grundlagt d. 24. dec.1898 af Louis Renault og senere i 1899 sammen med brødrene Marcel & Fernand. De havde tidligt særdeles gode resultater i motorsport. Senere omkring 1905 blev første store kommercielle succes leverancen af hyrevogne til Paris og flere andre hovedstæder. Herunder også København allerede i 1908. Senere under 1. verdenskrig var 1300 af disse Renault-hyrevogne med til at fragte mere end 6000 franske soldater til fronten ved Marnefloden. Dette slag mod Tyskland blev vundet udelukkende som flg. af, at det lykkedes at mobiliserer så mange franske soldater til fronten så hurtigt. Renault-hyrevognen blev derfor hurtigt omdøbt til "Marne-taxi".Under 1. verdenskrig konstruerede Louis Renault også verdens første tank med drejelig kanon-hoved - kaldet FT-17. Under krigen var Renault-fabrikkerne samtidig storleverendør til det franske militær af kanon & patron-hylstre. Louis Renault blev derfor ved krigens afslutning tildelt den fornemmeste militære æresbevisning - Légion d'honneur - stiftet i 1802 af Napoleon Bonaparte.
I dag drives mærket Renault gennem en alliance med Nissan Motor - hvor Renault har en betydelig aktieandel i Nissan, og Nissan har samtidig en betydelig aktieandel i Renault. Renault ejer også den rumænske bilfabrikant Automobile Dacia, der fungerer som Renaults lavpris mærke. Koncernens tidligere lastbilsdivision blev i 2001 frasolgt til AB Volvo, hvor den i dag drives under navnet Renault Trucks. Senest i 2012 har Renault sammen med Nissan opkøbt selskabet AutoVAZ, som står bag russisiske Lada. Renault-Nissan var ved begyndelsen af 2021 verdens tredjestørste bilfabrikant.
Renault er også kendt for sin rolle i motorsport og dens succes i årenes løb i rally -Første forkæmper for WRC- og Formel 1 -tolv motor constructor mesterskaber og elleve førerens championships- og leverandøren af Formula E el-racerbiler.

## Historie
Under første verdenskrig producerede Renault-fabrikkerne også våben, ammunition, motorer og frem for alt den lette kampvogn FT17. Efter krigen lancerede de en række forskellige modeller, i modsætning til landsmanden Citroën, som primært koncentrerede sig om én enkelt model ad gangen.
I mellemkrigstiden begyndte de også at fremstille blandt andet jernbanemateriel. Louis Renault fortsatte ved roret og styrede sin virksomhed med et jerngreb.
Under anden verdenskrig blev Renault-fabrikkerne - som så mange andre producerende virksomheder - overtaget af den tyske værnemagt - mens Louis Renault med familie var bortrejst til USA, med henblik på at få foretræde i det Hvide hus i Washington - for at bede Amerikanerne om hjælp til flere våben til det franske militær. Da Renault-fabrikkerne var blevet besat af værnemagten og derfor producerede krigs-materiel, blev fabrikkerne senere i 1943 bombet af det britiske RAF. Efter befrielsen blev Louis Renault mærkværdigt nok arresteret, og anklaget for landsforræderi. Dette til trods for at han ikke havde haft den reelle ledelse af sin virksomhed der jo var besat. I øvrigt led Renault af tiltagende svagt helbred. Han døde stærkt afkræftet efter taturering i fængslet, før han nåede at blive stillet for en domstol. Renault-familien har senere flere gange - uden held - forsøgt at få Louis Renaults navn renset. Senest ved at børnebørnene har haft rejst en retssag mod den franske stat for udokumenteret konfiskering af Louis Renaults virksomhed.
Virksomheden blev frataget Renault-familien og nationaliseret samtidig med en del anden fransk industri i januar 1945. Men i modsætning til de fleste andre af disse, der senere fik mulighed for at få belyst sagerne ved domstolene - fastholdte den franske stat ejerskabet af Renault - uden at efterkommerne til Louis Renault fik nogen mulighed for at få den i deres øjne særdeles uberettigede nationalisering ophævet. Renault familien har aldrig senere fået nogen form for kompensation af den franske stat. Dog beholdte Renault-familien rettighederne til Louis Renaults mere end 1000 patenterede opfindelser.
- Renault Zoé, ren elbil med op til 385 km rækkevidde.
- Renault giver de Formel E elektriske racerbiler til alle hold
- Renault Celtaquatre, 1935
- Renault 4CV, 1947 - 1961
- Renault Frégate, 1951 - 1960
- Renault Floride & Caravelle,1959 - 1968
- Renault Captur 2013, den mest solgte SUV i Europa
- Renault type AG 1905 - 1910. Efter Slaget ved Marne omdøbt til "Taxi de la Marne"
- Renault Dauphine 1956 - 1967. Måske den mest charmerende Renault model nogensinde. Denne var første franske bil der rundede 2 millioner enheder. Dauphine var sammen med Renault 4cv i den grad med til at sætte europa på hjul efter krigen. Danmark var ingen undtagelse, Den danske Renault-importør Brdr. Friis-Hansen A/S havde særdeles stor succes med disse økonomiske 4-dørs hækmotor-modeller. Renault personvogne havde således en markedsandel i Danmark på 8,6% i 1961.

### 4CV
I 1946 introduceredes 4CV, en kompakt lille fire-dørs bil med vandkølet hækmotor. Den blev konkurrent til den tyske VW-boble og den britiske Morris Minor og solgte frem til 1961 mere end 1.1 mio. eksemplarer.
Firmaet reklamerede bl.a. ved at satse på deltagelse i Le Mans og Monte Carlo Rallyet.

### 1950 - 1970
1950'ernes største succes var utvivlsomt - Renault Dauphine (1956), samt senere modellerne R4 (1961) og R8/10 (1962) og R16 (1965). Sidstnævnte bekræftede fabrikkens evner til nyudvikling, idet 16'eren var den første "hatchback"-model i mellemklasse-segmentet. 1970' ernes helt store hit var Renault R5 (1972). Én kompakt lille bil med en kørselsøkonomi, der appellerede til publikum verden over under den første store energikrise. I løbet af dette årti indgik Renault – med vekslende held – teknisk og/eller kommercielt samarbejde med andre bilproducenter som Peugeot, Volvo og AMC.

### Krise i 80'erne
I begyndelsen af 1980'erne var Renault-koncernen i alvorlige økonomiske vanskeligheder. Ingen nyheder havde for alvor løftet arven efter tidligere publikumsfavoritter, og samtidig fik nye modeller med rette ry for svigtende kvalitet, holdbarhed og sikkerhed. Regeringen greb ind i den fortsat statsejede virksomhed og indsatte Georges Besse som ansvarlig direktør. Med ham i spidsen for en ny ledelse blev der skåret kraftigt ned på arbejdsstyrken, og Renault trak sig stort set ud af motorsport, inkl. Formel 1. Terrororganisationen Action Directe myrdede Besse i november 1986, men hans afløser fastholdt den hårde linje og i slutningen af 1987 syntes økonomien stabiliseret.

### Genoplivning og privatisering
I 1990'erne præsenterede Renault adskillige succes-modeller. Clio, som erstattede R5'eren, den innovative Twingo, Mégane, Laguna og familiebilen Scenic. Oveni vendte Renault tilbage til motorbanen og vandt Formel 1-VM i '92, '93, '96 og '97 (med Williams) samt i '95 (med Benetton).
I 1996 solgte den franske stat de fleste af sine aktier i koncernen, mens Renault på sin side har aktier i andre selskaber, bl.a. Nissan og Volvo.

## Udmærkelser
- Renault Clio, den anden mest solgte bil i Europa
- Renault Scénic den mest solgte MPV i Europa
- Renault Mégane
- 2013 Renault/Dacia Duster

### Årets Bil i Danmark
- 1966 – Renault 16
- 1990 – Renault 19

### Årets Bil i USA
- 1983 Renault Alliance, Motor Trend Car of the Year[4]

### Årets Bil i Europa
- 1966 – Renault 16
- 1982 – Renault 9
- 1991 – Renault Clio I
- 1997 – Renault Scénic
- 2003 – Renault Mégane II
- 2006 – Renault Clio III

Mange andre Renault-modeller fik enten anden eller tredje rang i konkurrencen :
- 1970 – Renault 12
- 1973 – Renault 5
- 1976 – Renault 20
- 1985 – Renault 25
- 1993 – Renault Safrane
- 2002 – Renault Laguna II

### Årets Bil i Eurasia 'Autobest'
- 2005 – Renault/Dacia Logan[5]
- 2009 – Renault Symbol II
- 2011 – Renault/Dacia Duster[6]

### Årets Bil i Irland
- 1990 – Renault 19
- 2002 – Renault Laguna II

### Årets Bil i Spanien
- 1973 – Renault 5
- 1979 – Renault 18
- 1983 – Renault 9
- 1987 – Renault 21
- 1989 – Renault 19
- 1991 – Renault Clio
- 1994 – Renault Twingo
- 1995 – Renault Laguna
- 1997 – Renault Mégane II

(*) : Citroën Xantia ex aequo i 1994
- Renault Twingo, 2014, 'City' Årets Bil i Storbritannien 2015[7]
- Renault Clio Estate, 2013
- Renault Kadjar SUV, 4×4 og 2×4

## Aktuelle modeller
- Zoe (2012) : Elbil
- Twizy (2012) : Elbil
- Twingo III (2014), 'City' Årets Bil i Storbritannien 2015[7]
- Clio IV (2012)
- Mégane IV (2017)
- Captur (2013)
- Kadjar (2015)
- Scénic IV (2017)
- Grand Scénic IV (2017)
- Talisman ( 2016)
- Espace V (2015)
- Kangoo II (2007)
- Trafic (2014)
- Master III (2010)

- Renault Espace, 2014
- Renault Twizy, 2012
- Renault Twingo, 1992

## Strejker og uro
Konstante strejker og anden arbejdsuro prægede virksomheden i flere årtier. Blandt andet var fabrikkens arbejdere på Renault-Billancourt meget aktive i 1968-opstandene.

## Renault-modeller
- Renault 4CV
- Renault 4
- Renault 5
- Renault 6
- Renault 8
- Renault 9
- Renault 11
- Renault 12
- Renault 14
- Renault 15
- Renault 16
- Renault 17
- Renault 18
- Renault 19
- Renault 20
- Renault 21
- Renault 25
- Renault 30
- Renault Avantime
- Renault Clio
- Renault Dauphine
- Renault Espace
- Renault Extra
- Renault Fluence ZE
- Renault Kangoo
- Renault Laguna
- Renault Master – varebil
- Renault Mégane
- Renault Modus
- Renault Safrane
- Renault Scénic
- Renault Trafic – varebil
- Renault Twingo
- Renault Vel Satis
- Renault Captur
- Renault Kadjar
- Renault Zoe
- Renault Arkana